# Tour du Mont Fallère
Il Tour du Mont Fallère (pron. fr. AFI: [tuʁ dy mɔ̃ falɛʁ] - abbrevviato in TMF) è uno percorso escursionistico ad anello che attraversano paesi e valli laterali della Valle d'Aosta. Circonda la catena montuosa del Mont Fallère.

## Descrizione
Il TMF è un sentiero escursionistico di lunga distanza definito nel 2014. Si percorre in circa 13 ore, su un percorso di circa 35 km con 2,3 km di dislivello totale in salita.
Il tour parte da Saint-Oyen oppure da Étroubles nella valle del Gran San Bernardo. Giunti all'alpeggio Tza de Flassin, il percorso prosegue verso il col de Vertosan e il col Fenêtre prima di scendere al rifugio Mont Fallère.

La seconda tappa segue in quota il versante sud del Mont Fallère, passa al lago Fallère, sale al col de Metz e alla Pointe de Chaligne, quindi scende al rifugio Chaligne. Quindi, su una strada prima in piano, poi in discesa, il percorso raggiunge Étroubles e Saint-Oyen.
Il percorso attraversa i comuni di Gignod, Aosta, Sarre, Saint-Pierre, Avise, Saint-Rhémy-en-Bosses, Saint-Oyen ed Étroubles. Il tour può essere percorso in senso orario o antiorario, e passa per i rifugi Fallère e Chaligne.